# Diputació Provincial de Màlaga
La Diputació Provincial de Màlaga és una institució pública que presta serveis directes als ciutadans i dona suport tècnic, econòmic i tecnològic als ajuntaments dels 103 municipis de la província de Màlaga, a la comunitat autònoma d'Andalusia, Espanya. A més, coordina alguns serveis municipals i organitza serveis de caràcter supramunicipal. Té la seu institucional a la capital de la província, la ciutat de Màlaga.

Logotip de la Diputació de Màlaga

## Història
La Diputació de Màlaga va ser creada en 1836, a conseqüència de l'organització d'Espanya en províncies. En aquella època va exercir competències en matèria d'obres públiques, educació, beneficència, així com funcions intermèdies entre els municipis i l'administració de l'estat.
El 26 d'abril de 1979 es va constituir com a organisme democràtic durant el procés de transició que es desenvolupava a Espanya.

## Composició
Integren la Diputació Provincial, com a òrgans del seu Govern, el President, els Vicepresidents, la Corporació, el Ple i les Comissions informatives. El president actual és Elías Bendodo.

### Històric de presidents des de 1979
- 1979-1982: Enrique Linde Cirujano (PSOE)
- 1982-1987: Luis Pagán Saura (PSOE)
- 1987-1991: Antonio Maldonado Pérez (PSOE)
- 1991-1995: José María Ruiz Povedano (PSOE)
- 1995-1999: Luis Alberto Vázquez Alfarache (PP)
- 1999-2003: Juan Fraile Cantón (PSOE)
- 2003-2011: Salvador Pendón Muñoz (PSOE)
- 2011- : Elías Bendodo Benasayag (PP)

### Corporació Provincial
La Diputació de Màlaga, es compon de 31 diputats provincials que són nomenats pels diferents partits judicials de la Província de Màlaga en raó als resultats aconseguits pels diferents partits amb relació a la representativitat de regidors als Ajuntaments una vegada constituïts aquests resultant de les eleccions municipals. Aquests diputats formen el ple de la corporació, màxim òrgan de govern de l'administració provincial. El ple es divideix en grups polítics atenent al repartiment en partits polítics.

### Govern provincial
La corporació es divideix en delegacions d'àrea que al costat del president i els vicepresidents formen l'equip de govern de la Diputació provincial. Els diputats que formen el grup polític amb major representació trien al President i aquest al seu torn tria els Vicepresidents i els delegats. La resta de diputats dels restants grups formen l'oposició. A més de presidir la institució i el govern provincial, el president i els vicepresidents, ho són al seu torn del ple, és a dir de l'òrgan parlamentari, igual que esdevé en la majoria d'ajuntaments amb la figura de l'Alcalde. A continuació es relacionen els càrrecs de govern de la Diputació de Màlaga en el mandat 2015-2019.
| Persona                 | Grup | Càrrec                                                                      |
| ----------------------- | ---- | --------------------------------------------------------------------------- |
| Elías Bendodo Benasayag | PP   | President de la Diputació Provincial i President del Ple i de la Corporació |
| Francisco Salado Escaño | PP   | Vicepresident Primer i Coordinador Àrea d'Economia.                         |
| Ana Carmen Mata Rico    | PP   | Vicepresidenta Segona i Coordinadora Àrea de Ciutadania.                    |